# Liste der Herrscher von Savoyen

Stammwappen des Hauses Savoyen

Die folgende Liste beinhaltet die Herrscher über die Grafschaft und das spätere Herzogtum Savoyen, die über acht Jahrhunderte lang in den Händen des noch heute bestehenden Hauses Savoyen lag. Seit 1563 residierten die Herzöge nicht mehr in Savoyen selbst, sondern im piemontesischen Turin. Ab 1720 trugen die Herzöge von Savoyen den Titel König von Sardinien. Aus dem seitdem Sardinien-Piemont genannten stato sabaudo (deutsch Savoyischer Staat) entstand 1861 das Königreich Italien.

## Grafen Savoyens
1. 1003–1047 oder 1048: Humbert I. Biancamano Weißhand
2. 1048–1051 oder 1056: Amadeus I. Coda der Schwanz
3. 1051 oder 1056–1060: Otto
4. 1060–1078: Peter I.
5. 1060–1080: Amadeus II.
6. 1080–1103: Humbert II. der Starke
7. 1103–1148: Amadeus III.
8. 1148–1188: Humbert III. der Heilige
9. 1189–1233: Thomas I.
10. 1233–1253: Amadeus IV.
11. 1253–1263: Bonifaz
12. 1253–1259: Thomas II. Graf von Piemont und Flandern
13. 1263–1268: Peter II.
14. 1268–1285: Philipp I.
15. 1285–1323: Amadeus V. der Große
16. 1323–1329: Eduard
17. 1329–1343: Aymon
18. 1343–1383: Amadeus VI. Il Conte Verde
19. 1383–1391: Amadeus VII. Il Conte Rosso
20. 1391–1416: Amadeus VIII. der Friedfertige

## Herzöge Savoyens

Italien im Jahr 1494. Zum Herrschaftsgebiet der Herzöge von Savoyen gehörten das Piemont und die westlich der Rhone gelegenen Gebiete Bresse, Bugey, Valromey und Gex

1. 1416–1440: Amadeus VIII. der Friedfertige, ab 1418 auch Fürst von Piemont, 1439–1449 als Felix V. Gegenpapst
2. 1440–1465: Ludwig der Ältere
3. 1465–1472: Amadeus IX. der Glückliche
4. 1472–1482: Philibert I. der Jäger
5. 1482–1490: Karl I. der Kämpfer, ab 1485 auch Titularkönig von Zypern, Jerusalem und Armenien
6. 1490–1496: Karl II. Johann Amadeus
7. 1496–1497: Philipp II. Ohneland
8. 1497–1504: Philibert II. der Schöne
9. 1504–1553: Karl III. der Gute
10. 1553–1580: Emanuel Philibert Eisenkopf
11. 1580–1630: Karl Emanuel I. der Große
12. 1630–1637: Viktor Amadeus I.
13. 1637–1638: Franz Hyazinth, unter der Vormundschaft von Christina von Frankreich
14. 1638–1675: Karl Emanuel II., bis 1663 unter der Vormundschaft von Christina von Frankreich
15. 1675–1730: Viktor Amadeus II., 1713–1720 auch König von Sizilien, ab 1720 auch König von Sardinien
16. 1730–1773: Karl Emanuel III.
17. 1773–1792: Viktor Amadeus III. (bis 1796 Titularherzog, 1792–1814 ist Savoyen von Frankreich annektiert)
18. 1796–1802: Karl Emanuel IV. (Titularherzog), 1807–1819 jakobitischer Thronprätendent
19. 1814–1821: Viktor Emanuel I. (1802–1814 Titularherzog), 1819–1824 jakobitischer Thronprätendent
20. 1821–1831: Karl Felix Wappen der Herzöge von Savoyen ab 1848
21. 1831–1849: Karl Albert
22. 1849–1860: Viktor Emanuel II.

Wappen der Herzöge von Savoyen ab 1848

Im Vertrag von Turin (1860) wurden das Herzogtum Savoyen und die Grafschaft Nizza an Frankreich abgegeben, im Gegenzug erhielt Viktor Emanuel die Lombardei und ließ sich im folgenden Jahr zum König von Italien ausrufen (siehe: Liste der Staatsoberhäupter Italiens). Der Herzogstitel wird bis heute von den Oberhäuptern des Hauses Savoyen getragen.